# Sun Jian
Sun Jian (156-192), originari de Fuchun (Xina) i descendent de Sunzi, va ser el pare del primer emperador reconegut de Wu Oriental.
Es va fer realment famós quan va vèncer ell solament a una banda de pirates i posteriorment mostrant la seua vàlua amb les batalles contra els Turbants Grocs. Ràpidament va esdevenir Prefecte de Chang Sha i va servir en l'avantguarda de la coalició contra Dong Zhuo; després de la batalla, va trobar el segell reial i es va apoderar d'ell, pel que va ser creador del posterior regne de Wu.
Un any després, quan Sun Jian va tornar a les seues terres va descobrir que havien estat atacades per Liu Biao en la seua absència, Sun Jian es va enfrontar a les forces de Liu Biao, però va morir en combat.
Va tenir tres fills, Sun Ce (Emperador de Wu, mort no gaire després), Sun Quan (Emperador de Wu, hereu del seu germà) i Sun Shan Xiang (la filla menuda que també formava part de l'exèrcit de Wu). Se li va posar el malnom d'"El tigre de Jiang Dong" i fou una de les majors figures dels romanços dels tres regnes.
Va morir en una emboscada durant la batalla de la província de Jing, deixant el comandament al seu fill major, Sun Ce.